# ديف ويلسون (لاعب كرة قدم أمريكية)
ديف ويلسون (بالإنجليزية: Dave Wilson)‏ هو لاعب كرة قدم أمريكية أمريكي، ولد في 27 أبريل 1959 في آناهايم في الولايات المتحدة.

## وصلات خارجية
- ديف ويلسون على موقع مرجع كرة القدم المحترفة.كوم (الإنجليزية)